# IC 1285
IC 1285 — галактика типу *4 (група зірок) у сузір'ї Геркулес.
Цей об'єкт міститься в оригінальній редакції індексного каталогу.